# Clifton Hill
Clifton Hill és una població dels Estats Units a l'estat de Missouri. Segons el cens del 2000 tenia 124 habitants.

## Demografia
Segons el cens del 2000, Clifton Hill tenia 124 habitants, 49 habitatges, i 34 famílies. La densitat de població era de 368,3 habitants per km².
Dels 49 habitatges en un 32,7% hi vivien nens de menys de 18 anys, en un 57,1% hi vivien parelles casades, en un 12,2% dones solteres, i en un 30,6% no eren unitats familiars. En el 26,5% dels habitatges hi vivien persones soles el 8,2% de les quals corresponia a persones de 65 anys o més que vivien soles. El nombre mitjà de persones vivint en cada habitatge era de 2,53 i el nombre mitjà de persones que vivien en cada família era de 2,88.
Per edats la població es repartia de la següent manera: un 31,5% tenia menys de 18 anys, un 5,6% entre 18 i 24, un 21% entre 25 i 44, un 28,2% de 45 a 60 i un 13,7% 65 anys o més.
L'edat mediana era de 40 anys. Per cada 100 dones de 18 o més anys hi havia 77,1 homes.
La renda mediana per habitatge era de 26.250 $ i la renda mediana per família de 28.438 $. Els homes tenien una renda mediana de 38.750 $ mentre que les dones 20.625 $. La renda per capita de la població era d'11.637 $. Entorn del 18,9% de les famílies i el 20,8% de la població estaven per davall del llindar de pobresa.

## Poblacions més properes
El següent diagrama mostra les poblacions més properes.